# 謝爾吉耶夫鎮
56°18′N 38°08′E / 56.300°N 38.133°E
謝爾吉耶夫鎮（俄语：Сергиев Посад，羅馬化：Sergiyev Posad，發音：[ˈsʲɛrgʲɪ(j)ɪf pɐˈsat]）是俄羅斯莫斯科州東北部的一個城市，著名的金環古城之一。位於莫斯科東北偏北71公里。2024年人口98,251人。

## 历史
15世紀拉多涅茨的聖謝爾蓋在這裡建立了谢尔盖圣三一修道院。1742年建市。蘇聯時代先把「鎮」（Посад）一字去掉（1919年），1930年又以一名布爾什維克黨人改名為扎戈尔斯克（Загорск）。1991年恢復原名。

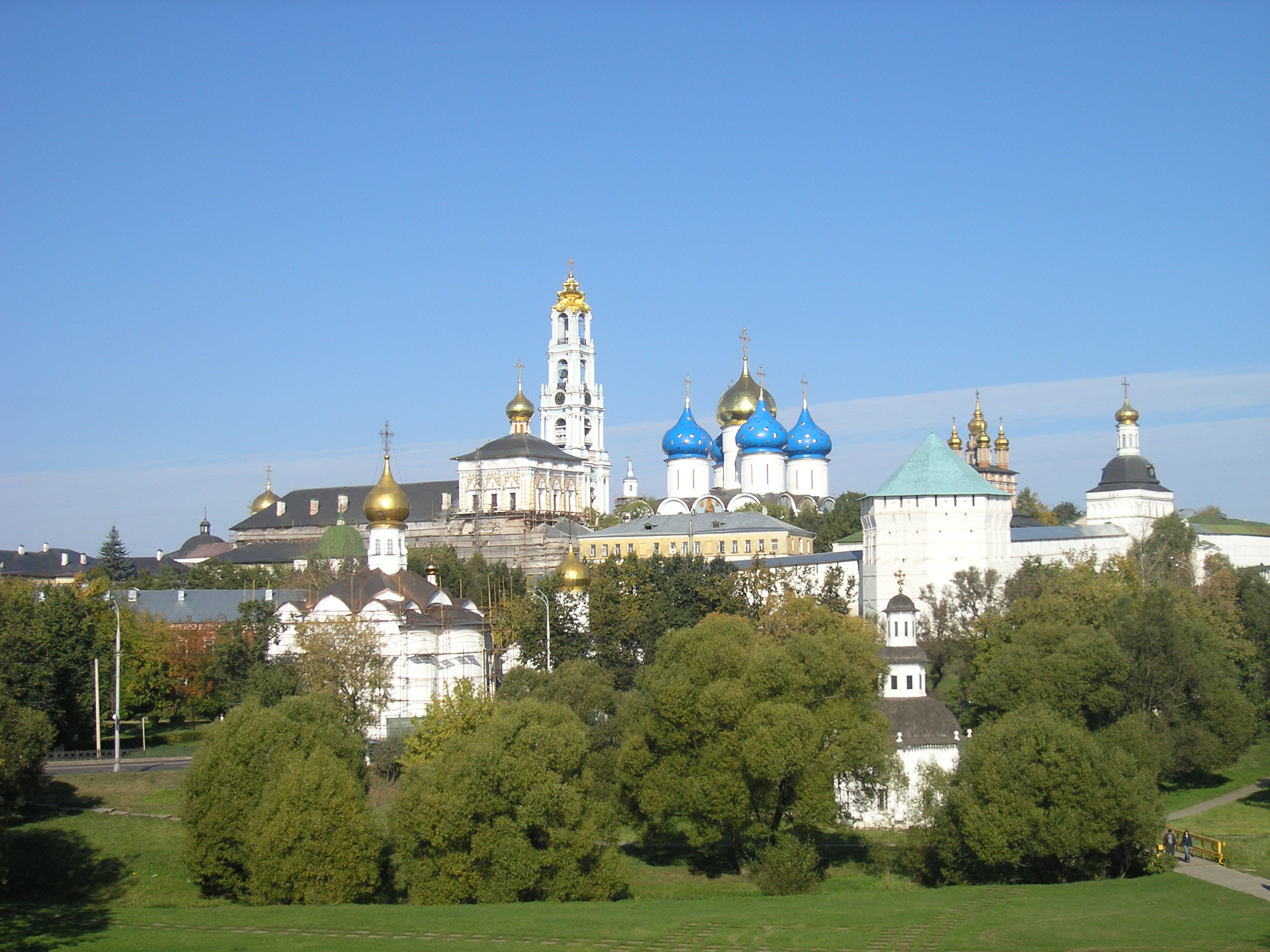
聖三一教堂

城市中心有谢尔吉圣三一大修道院，修道院被16世纪修建的城墙包围起来。城市内有14-18世纪修建的众多教堂，各个建筑协调在一起，很有情趣。它是距莫斯科最近的“金环”中的城市，从莫斯科出发当天就可以返回，这里是来莫斯科旅行的人必去的地方。
谢尔吉圣三一大修道院建于14世纪中叶，由一位著名的宗教活动家创建，他就是谢尔吉·拉多涅什斯基。他在宣扬俄罗斯东正教的同时联合俄罗斯各大公共同抵御蒙古军队的入侵。据说当时就是因为他的祈祷德米特里·顿斯科伊才率领俄罗斯军队第一次战胜了蒙古军队，此后他继续宣扬东正教，并且成为俄罗斯东正教育的圣者，现在人们已经把他当做俄罗斯的守护之神。
位于大修道院中央的圣母安息（乌斯宾斯基）大教堂是在伊凡四世（雷帝）命令下建成的，完成于1585年。在4个洋葱头形的蓝色圆顶中央，有一个金色的大圆顶，看起来有点像王宫。莫斯科的克里姆林宫内也有圣母大教堂，谢尔吉耶夫镇的大教堂就是仿照它而建的。教堂内有17世纪的壁画。

## 圣母大教堂
谢尔吉圣三一大修道院标志性建筑——圣母大教堂的北侧是鲍利斯·戈东诺夫沙皇家族的墓地。因为俄罗斯人都认为是他引起了俄罗斯的混乱，所以他没能被安葬在教堂里面，谢尔吉圣三一大修道院建成于1423年，谢尔吉·拉多涅什斯基的棺木就安置在教堂里。在这里还可以看到著名的俄罗斯画家安德烈·鲁布廖夫的壁画作品等。谢尔吉圣三一大修道院的旁边是于1477年建成的降灵教堂。
此外，大修道院内还有钟楼（建于18世纪）、教堂宫殿和斯摩棱斯克教堂（建于1748年）等。谢尔吉圣三一大修道院内设有莫斯科宗教大学的神学院，在这里经常能遇到身裹黑袍的年轻修士和修女。
谢尔吉耶夫镇除了谢尔吉圣三一大修道院外还有一个旅游景点，它就是玩具博物馆。

## 玩具博物馆
谢尔吉耶夫镇自古以来就以制作玩偶、套娃等玩具而闻名，博物馆内展示了很多本地生产的珍贵的民间艺术品。
http://www.stsl.ru/languages/zh/index.php （页面存档备份，存于）

## 姐妹城市
- 波蘭格涅茲諾
- 法國呂埃爾-馬爾邁松
- 塞爾維亞斯雷姆斯基卡尔洛夫齐